# Vlkančice
Vlkančice (en allemand : Wilkantschitz) est une commune du district de Prague-Est, dans la région de Bohême-Centrale, en République tchèque. Sa population s'élevait à 196 habitants en 2020.

## Géographie
Vlkančice se trouve à 3,5 km au nord de Sázava, à 5 km au sud-sud-est de Kostelec nad Černými lesy et à 40 km au sud-est de Prague.
La commune est limitée par Výžerky et Barchovice au nord, par Úžice à l'est, par Sázava au sud, et par Chocerady et Stříbrná Skalice à l'ouest.

## Histoire
La première mention écrite de la localité date de 1053.

## Administration
La commune se compose de deux quartiers :
- Pyskočely
- Vlkančice

## Transports
Par la route, Vlkančice se trouve à 9 km de Sázava, à 21 km de Kostelec nad Černými lesy et à 53 km du centre de Prague.